# Vera Albreht

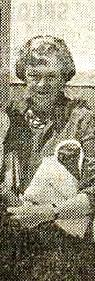
Vera Albreht

Vera Albreht (* 12. Februar 1895 als Vera Kessler in Krško, Unterkrain; † 25. Mai 1971 in Ljubljana) war eine slowenische Dichterin.

## Leben
Vera Kessler wurde 1895 als dritte Tochter des Juristen Alojzij Kessler und seiner Frau, der Literaturmäzenin Marija Kessler, in Gurkfeld (heute Krško) geboren. 
Von 1907 bis 1913 besuchte sie das Mädchenlyzeum in Ljubljana. Danach studierte sie an der Exportakademie in Wien (heute Wirtschaftsuniversität Wien), aufgrund des Ersten Weltkriegs ohne Abschluss. 
1919 heiratete sie den Dichter und Kritiker Fran Albreht, der im Salon ihrer Mutter verkehrte. Zwischen den beiden Weltkriegen engagierte sie sich in der Frauenbewegung. Bis 1945 unterschrieb sie mit dem Namen Albrecht. 
1944 wurde sie als Angehörige der Widerstandsorganisation Osvobodilna Fronta durch die Nationalsozialisten in das Konzentrationslager Ravensbrück deportiert.
Nach dem Krieg arbeitete sie in Ljubljana als Publizistin und in der slowenischen Sektion des PEN-Clubs.
Vera Albreht starb 1971 und wurde wie ihr Ehemann auf dem  Žale-Friedhof in Ljubljana begraben.

## Familie
Vera Albreht hatte drei Schwestern: Mici (1890 bis 1962) verheiratete Čop, um 1917 die Geliebte von Ivan Cankar; Ana (1891 bis 1967) seit 1913 mit dem Oton Župančič verheiratet  und Slava Stanislava (1896 bis 1968). Im Jahr 1906 zog sie mit ihrer Familie von Novo mesto nach Ljubljana.

## Werke (Auswahl)
PROSA
- 1957 – Lupinica
- 1960 – Nekoč pod Gorjanci (Früher am Gorjanci)[8]
- 1964 – Babica in trije vnučki (Oma und drei Enkelkinder)

LYRIK
- 1950 – Mi gradimo (Wir bauen)
- 1950 – Orehi (Nüsse)
- 1955 – Vesela abeceda (Lustiges Alphabet)
- 1958 – Živali pri delu in jelu (Tier bei der Arbeit)[9]
- 1965 – Pustov god (Pust's Namenstag)
- 1967 – Jutro (Morgen)
- 1967 – Pri igri (Beim Spiel)
- 1967 – Večer (Abend)
- 1969 – ABC
- 1972 – Mornar (Der Matrose)
- 1972 – Slikarka (Die Malerin)
- 1977 – Ravensbriške pesmi (Ravensbrücker Gedichte)[10][11]
- 1978 – Dobro jutro (Guten Morgen)